# آئروسپاسیال غزال
آئروسپاسیال غزال (به فرانسوی: Aérospatiale Gazelle) یک بالگرد سبکِ تک‌موتوره و پنج سرنشینه است که برای مقاصد شناسایی و دیده‌بانی و ترابری سبک و همچنین در نقشِ بال‌گرد جنگنده برای مأموریت‌های ضدتانک و پشتیبانی نزدیک هوایی از آن استفاده می‌شود.
غزال را شرکت هوانوردیِ فرانسویِ سود در اواخر دهه ۱۹۶۰ طراحی کرد. شرکتی که بعدها به آئروسپاسیال تغییر نام داده و اکنون یوروکوپتر نام دارد. این پرنده در اصل به سفارش ارتش فرانسه برای رفع نیاز نیروی هوایی و هوانیروز این کشور به یک هلیکوپتر سبک وزنِ چندمنظورهٔ کارآمد طراحی و ساخته شد ولی در ادامه نظر ارتش بریتانیا را چنان به خود جلب کرد که شرکت وستلند در این کشور اقدام به تأسیس خط تولید این هواگرد نمود. این بال‌گرد در یوگسلاوی و مصر نیز تحت لیسانس فرانسوی‌ها تولید شده و کشورهای متعدد دیگری از جمله عراق، سوریه، لبنان، مراکش، اکوادور، چین، قطر، کویت و آرژانتین نیز به خریداری آن اقدام کرده‌اند. هرچند مدل غیرنظامی غزال هم به بازار عرضه شده اما نوع نظامی غزال بسیار موفق‌تر بوده و در جنگ‌های متعددی از جمله جنگ ایران و عراق، جنگ فالکلند، جنگ ۱۹۸۲ سوریه و اسرائیل مورد استفاده قرار گرفت. غزال با ارتقا و بهینه‌سازی طرح کلی بال‌گرد آلوئت ساخته شده که پیش از غزال بال‌گرد سبک اصلی ارتش فرانسه بود.
از کاربردهای اصلی بال‌گرد غزال در هوانیروز فرانسه و برخی کشورهای دیگر استفاده در نقش هلیکوپتر جنگنده است. مدل ضدتانک این بال‌گرد یعنی سا ۳۴۲ام به موشک‌های ضدتانک هدایت سیمی هات (حداکثر ۴ عدد) مجهز شده و مدل پشتیبانی سبک هوایی آن با نام سا ۳۴۱اف هم به تیربار ۲۰ میلی‌متری مسلح شده‌است. در ماموریت‌های تهاجمی از سلاح‌های دیگری مثل راکتهای هوا به زمین و مسلسل‌ها و نارنجک‌اندازهای مختلف هم برای تسلیح غزال استفاده می‌شود. برخی از غزال‌ها حتی به موشک‌های ضدهوایی هم مجهز شده‌اند. در هوانیروز فرانسه از موشک میسترال، که در اصل یک موشک ضدهوایی دوش‌پرتاب ِ گرمایاب است، به عنوان یک سلاح ضدهوایی برای استفاده علیه بال‌گردها و هواپیماهای دشمن استفاده شده و عراقی‌ها هم در جنگ ایران و عراق اقدام به نصب موشک‌های روسی سام-۷ بر روی غزال‌های خود کردند تا این بال‌گرد در نبرد با کبراهای ایرانی شانس موفقیت بیشتری داشته باشد. همچنین مدل‌هایی از این بال‌گرد که برای مقاصد شناسایی استفاده می‌شوند با یک سامانه تصویربرداری فروسرخ تجهیز شده‌اند. این هلیکوپتر دیگر در خط مقدم ارتش فرانسه به عنوان بال‌گرد جنگنده استفاده نمی‌شود و هلیکوپتر تایگر، دیگر محصول شرکت یوروکوپتر، جای آن را در این نقش گرفته اما کماکان در نقش ترابری سبک به کار گرفته می‌شود.
غزال نخستین بال‌گردی بود که از پروانه دم فِنِستورن استفاده می‌کرد یعنی روتور دم آن در یک محفظه قرار گرفته بود. ابتکاری انقلابی که بعدها در بال‌گردهای دیگر ایراسپشیال و یوروکوپتر هم دیده شد. این روش ساخت چرخانه دم هرچند در سرعت‌های پایین و پرواز درجا نیروی بیشتری از بال‌گرد می‌گرفت اما از مزایایی همچون کاهش قابل توجه صدا و لرزش، محافظت از پره‌های چرخانه در مقابل برخورد با اشیاء دیگر و نیاز به نیروی کمتر در پرواز کروز برخوردار بود و به همین جهت برای پرواز در سرعت‌های بالا بسیار مناسب‌تر از پروانه‌های دم کلاسیک بود. این شیوه طراحی پروانه دم به غزال کمک کرد تا به سریع‌ترین بال‌گرد دنیا در کلاس خود تبدیل شود.
نخستین پرواز اولین مدل غزال که سا-۳۴۰ نام داشت در ۷ آوریل ۱۹۶۷ اتفاق افتاد و در همین سال قرارداد مهمی بین بریتانیا و فرانسه برای تولید مشترک چند نوع بال‌گرد در دو کشور انجام شد. بر اساس این قرارداد مقرر شد که انگلیسی‌ها بال‌گردهای فرانسوی غزال (۲۹۲ فروند) و پوما (۴۸ فروند) و فرانسوی‌ها بال‌گرد انگلیسی لینکس (۴۰ فروند) را در کشور خود تولید کنند. در ۱۹۷۱ مدل سا۳۴۱ غزال اولین پرواز خود را انجام داد و در همین سال شرکت سود در شرکت آئرواسپیشیال ادغام شد. دو سال بعد در ۱۹۷۳ این بال‌گرد به خدمت رسمی در ارتش فرانسه پذیرفته شده و در همین سال مدل پرقدرت‌تر سا-۳۴۲ هم ساخته شد. مدل سا-۳۴۱ از موتوری به قدرت ۶۵۰ اسب بخار و مدل سا-۳۴۲ از موتوری به قدرت ۶۴۹ کیلوات (۸۷۰ اسب بخار) استفاده می‌کند.
مدل سا-۳۴۲ غزال می‌تواند با حداکثر سرعت مستمر ۲۷۰ کیلومتر در ساعت پرواز کند و سرعت کروز آن ۳۲۸ ک‌م است. برد عملیاتی این بال‌گرد سبک با حداقل بار و در سطح دریا ۷۸۵ کیلومتر است و با بار ۵۰۰ کیلوگرمی به ۳۶۰ کیلومتر کاهش پیدا می‌کند. وزن سا-۳۴۲ خالی ۹۷۵ کیلوگرم است و با حداکثر وزن ۱۹۰۰ کیلوگرم قادر به برخاستن از زمین است. پروانهٔ اصلی غزال ۳ پره دارد و قطر آن ۱۰ و نیم متر است. طول بدنه این هواگرد فرانسوی ۹٫۵۳ متر و ارتفاع آن ۳٫۱۸ متر است.

## غزال در عراق
عراقی‌ها در جنگ هشت ساله خود با ایران به‌طور گسترده‌ای از هلیکوپترهای غزال خود بهره بردند. غزال‌های مسلح به موشک هات توانایی ضد تانک در خور توجهی داشتند. برای هات‌ها فرقی نمی‌کرد که کدام تانک ایرانی رودروری آن‌ها باشد. چه تی-۵۵ و تی-۶۲ و چه ام-۶۰ پاتون و چیفتن با استفاده از هات منهدم می‌شدند. اما مشکل غزال‌ها این بود که محافظت زرهی کافی برای انجام عملیات در محیط پرخطر جنگی را نداشتند. غزال‌های سبک در واقع طرز تفکر اروپایی‌ها در مورد شیوه کاربرد هلیکوپترها در نبردهای ضد تانک را به نمایش می‌گذاشتند و آسیب‌پذیری غزال‌ها در مقابل آتش پدافندی دشمن در طول این جنگ نادرستی این ایده را ثابت کرد. دیگر بالگرد جنگنده عراقی‌ها یعنی میل-۲۴ ساخت شوروی برعکس غزال از زره و مقاومت قابل توجه برخوردار بود اما موشک‌های ضد تانک دقیق و سیستم هدف‌گیری مناسبی نداشت. غزال‌ها مثل کبراهای ایرانی قادر بودند در هنگام هاور کردن هم شلیک کنند اما بالگردهای روسی فقط در حال حرکت قادر به شلیک بودند که این دقت آن‌ها را به شدت کاهش می‌داد. برای رفع این مشکل در تابستان ۱۳۶۱ عراقی‌ها از مستشاران نظامی آلمان شرقی دعوت کردند تا راهکارهایی برای کاربرد مؤثرتر بالگردهای جنگنده را به آن‌ها بیاموزند. عراقی‌ها به توصیه این مستشاران تاکتیک ساده اما فوق‌العاده مؤثری را ترتیب دادند که در آن هلیکوپترهای غزال و میل-۲۵ در گروه‌های شکارچی/قاتل به جنگ نیروهای دشمن می‌رفتند. ابتدا میل-۲۵های عظیم‌الجثه حمله را آغاز کرده و با آتش راکت‌های ۵۷ م‌م خود پدافند هوایی ایرانی‌ها را از کار می‌انداختند. سپس نوبت به غزال‌ها می‌رسید که از سردرگمی قوای ایرانی استفاده کرده و با موشک‌های هات تانک‌های ایرانی را یکی یکی از کار بیندازند. وقتی در سال ۱۳۶۱ در جنگ‌های میان شلمچه تا بصره سپاه پاسداران برای نخستین بار از تانک استفاده کرد غزال‌های توانستند تعداد زیادی از تانک‌های پاسداران و چیفتن‌های ارتش را به این شیوه از کار بیندازند.
غزال‌ها هم مثل دیگر هواگردهای عراقی آسیب شدیدی را در جریان جنگ سال ۱۹۹۱ با ائتلاف بین‌المللی مدافع کویت متحمل شدند. با این حال در سال ۲۰۰۰ هنوز ۲۰ غزال در زرادخانه عراقی‌ها باقی مانده بود. عراقی‌ها در سال ۲۰۰۹ شش بالگرد غزال فرانسوی را خریداری کردند. البته غزال‌هایی که اکنون در عراق هستند فاقد موشک هات می‌باشند